# Naqqāreh Kūb-e Qadīm
Naqqāreh Kūb-e Qadīm (persiska: نقاره كوب قديم) är en ort i Iran.   Den ligger i provinsen Östazarbaijan, i den nordvästra delen av landet, 500 km nordväst om huvudstaden Teheran. Naqqāreh Kūb-e Qadīm ligger 1 401 meter över havet och antalet invånare är 173.
Terrängen runt Naqqāreh Kūb-e Qadīm är kuperad västerut, men österut är den platt.Runt Naqqāreh Kūb-e Qadīm är det ganska glesbefolkat, med 27 invånare per kvadratkilometer. Närmaste större samhälle är Ahar, 12,8 km väster om Naqqāreh Kūb-e Qadīm. Trakten runt Naqqāreh Kūb-e Qadīm består i huvudsak av gräsmarker.